# 2014 FIFAワールドカップ・アジア3次予選
- 2014 FIFAワールドカップ > 2014 FIFAワールドカップ・予選 > 2014 FIFAワールドカップ・アジア予選 > 2014 FIFAワールドカップ・アジア3次予選

このページは、2014 FIFAワールドカップ・アジア予選の3次予選の結果をまとめたものである。

## 方式
2次予選を勝ち抜いた15か国に加え、シード順1位から5位の国（日本、韓国、オーストラリア、北朝鮮、バーレーン）が加わる。
4チームずつの5組に分かれ、ホーム・アンド・アウェーでの2順の総当たり戦（各チーム6試合ずつ）を行う。各組上位2チームが4次予選（最終予選）に進出する。2011年9月2日・9月6日・10月11日・11月11日・11月15日および、2012年2月29日に実施された。
なおグループB・D・Eの最終節の試合については、大会規定の18条 に基づき、試合開始が同時刻となることとされた。

## シード順
組み合わせ抽選は、2011年7月30日にブラジル・リオデジャネイロで2014 FIFAワールドカップ予選組み合わせ抽選会の一部として行われた。
シード順は、2011年7月のFIFAランキングに基づき振り分けられた。かっこ内はシード順を決めるのに用いられたFIFAランキングを示す。
| ポット1                                                  | ポット2                                                                        | ポット3                                                                      | ポット4                                                                                 |
| -------------------------------------------------------- | ------------------------------------------------------------------------------ | ---------------------------------------------------------------------------- | --------------------------------------------------------------------------------------- |
| 日本(16) オーストラリア(23) 韓国(28) イラン(54) 中国(73) | ウズベキスタン(83) カタール(90) ヨルダン(91) サウジアラビア(92) クウェート(95) | バーレーン(100) シリア(104)* オマーン(107) イラク(108) アラブ首長国連邦(109) | 朝鮮民主主義人民共和国(115) タイ(119) シンガポール(131) インドネシア(137) レバノン(146) |

なお組み合わせ抽選後、 シリアは2次予選での規約違反により失格となったため、抽選結果でシリアが割り当てられた箇所にそのまま タジキスタンが割り当てられるものとされた。

## 試合結果

### グループ A
| 順 | チーム         | 試 | 勝 | 分 | 敗 | 得 | 失 | 差  | 点 | 出場権        |     |     |     |     |     |
| -- | -------------- | -- | -- | -- | -- | -- | -- | --- | -- | ------------- | --- | --- | --- | --- | --- |
| 1  | イラク         | 6  | 5  | 0  | 1  | 14 | 4  | +10 | 15 | アジア4次予選 |     | —   | 0–2 | 1–0 | 7–1 |
| 2  | ヨルダン       | 6  | 4  | 0  | 2  | 11 | 7  | +4  | 12 | アジア4次予選 |     | 1–3 | —   | 2–1 | 2–0 |
| 3  | 中華人民共和国 | 6  | 3  | 0  | 3  | 10 | 6  | +4  | 9  |               |     | 0–1 | 3–1 | —   | 2–1 |
| 4  | シンガポール   | 6  | 0  | 0  | 6  | 2  | 20 | −18 | 0  |               | 0–2 | 0–3 | 0–4 | —   |     |

| 2011年9月2日 20:00 (UTC+8) |

| 中国                         | 2 - 1    | シンガポール    |
| 鄭智 69分 (pen.) · 于海 73分 | レポート | ドゥリッチ 33分 |

| 昆明拓東体育場（昆明） 観客数: 17,000人 主審: アンドレ・エル・ハダディ |

| 2011年9月2日 17:00 (UTC+3) |

| イラク | 0 - 2    | ヨルダン                                                  |
|        | レポート | アブドゥルファッターハ 43分 · アブダッラー・ディーブ 47分 |

| フランソ・ハリーリー・スタジアム（アルビール） 観客数: 24,000人 主審: ナワフ・シュクララ |

| 2011年9月6日 19:30 (UTC+8) |

| シンガポール | 0 - 2    | イラク                                  |
|              | レポート | アブドゥッザフラ 49分 · マフムード 86分 |

| ジャラン・ベサール・スタジアム（ジャラン・ベサール） 観客数: 5,504人 主審: 東城穣 |

| 2011年9月6日 19:00 (UTC+3) |

| ヨルダン                                            | 2 - 1    | 中国        |
| アブドゥッラフマーン 49分 · アーメル・ディーブ 54分 | レポート | 蒿俊閔 56分 |

| アンマン国際スタジアム（アンマン） 観客数: 19,000人 主審: ラフシャン・イルマトフ |

| 2011年10月11日 19:30 (UTC+8) |

| シンガポール | 0 - 3    | ヨルダン                                                              |
|              | レポート | アブダッラー・ディーブ 11分 · バニー・ヤーシーン 54分 · ハーイル 64分 |

| ジャラン・ベサール・スタジアム（ジャラン・ベサール） 観客数: 3,799人 主審: チェ・ミョンヨン |

| 2011年10月11日 20:15 (UTC+8) |

| 中国 | 0 - 1    | イラク          |
|      | レポート | マフムード 45分 |

| 深圳湾体育中心（深圳） 観客数: 25,021人 主審: サイド・モザファリ |

| 2011年11月11日 17:15 (UTC+3) |

| イラク            | 1 - 0    | 中国 |
| マフムード 90+2分 | レポート |      |

| グランド・ハマド・スタジアム（カタール・ドーハ） 観客数: 5,000人 主審: ピーター・グリーン |

| 2011年11月11日 18:30 (UTC+2) |

| ヨルダン                                    | 2 - 0    | シンガポール |
| イブラヒーム 15分 · アーメル・ディーブ 65分 | レポート |              |

| アンマン国際スタジアム（アンマン） 観客数: 19,000人 主審: ベンジャミン・ウィリアムス |

| 2011年11月15日 18:30 (UTC+8) |

| シンガポール | 0 - 4    | 中国                                      |
|              | レポート | 于海 42分 · 李瑋鋒 55分 · 鄭錚 73分, 82分 |

| ジャラン・ベサール・スタジアム（ジャラン・ベサール） 観客数: 5,474人 主審: アブドゥラ・バリデー |

| 2011年11月15日 18:30 (UTC+2) |

| ヨルダン                    | 1 - 3    | イラク                                      |
| アブドゥルファッターハ 17分 | レポート | ナシャト 55分, 81分 · クサイ・ムニール 67分 |

| アンマン国際スタジアム（アンマン） 観客数: 13,000人 主審: アリ・アルバダウィ |

| 2012年2月29日 16:00 (UTC+8) |

| 中国                            | 3 - 1    | ヨルダン                    |
| 蒿俊閔 43分, 69分 · 于大宝 88分 | レポート | アブダッラー・ディーブ 85分 |

| 広州大学城体育中心（広州） 観客数: 6,104人 主審: ヴォ・ミン・トリ |

| 2012年2月29日 16:45 (UTC+3) |

| イラク | 7 - 1    | シンガポール |
| ジャーシム 4分 · マフムード 11分, 61分, 90+3分 · ハワル・ムラ・モハメド 22分 (pen.) · ナシャト・アクラム 36分 (pen.) · カリーム 47分 | レポート | イサ 28分    |

| グランド・ハマド・スタジアム（カタール・ドーハ） 観客数: 950人 主審: アブドゥラ・アリ・ヒラリ |

### グループ B
| 順 | チーム           | 試 | 勝 | 分 | 敗 | 得 | 失 | 差  | 点 | 出場権        |     |     |     |     |     |
| -- | ---------------- | -- | -- | -- | -- | -- | -- | --- | -- | ------------- | --- | --- | --- | --- | --- |
| 1  | 韓国             | 6  | 4  | 1  | 1  | 14 | 4  | +10 | 13 | アジア4次予選 |     | —   | 6–0 | 2–0 | 2–1 |
| 2  | レバノン         | 6  | 3  | 1  | 2  | 10 | 14 | −4  | 10 | アジア4次予選 |     | 2–1 | —   | 2–2 | 3–1 |
| 3  | クウェート       | 6  | 2  | 2  | 2  | 8  | 9  | −1  | 8  |               |     | 1–1 | 0–1 | —   | 2–1 |
| 4  | アラブ首長国連邦 | 6  | 1  | 0  | 5  | 9  | 14 | −5  | 3  |               | 0–2 | 4–2 | 2–3 | —   |     |

| 2011年9月2日 20:00 (UTC+9) |

| 韓国                                                       | 6 - 0    | レバノン |
| 朴主永 7分, 45+1分, 67分 · 池東沅 66分, 85分 · 金正友 82分 | レポート |          |

| 高陽総合運動場（高陽） 観客数: 37,655人 主審: アブドゥル・マリク・バシール |

| 2011年9月2日 19:30 (UTC+4) |

| アラブ首長国連邦                            | 2 - 3    | クウェート                               |
| I.アル＝ハンマーディー 84分 · ハリール 89分 | レポート | ナーセル 7分, 65分 · アル＝ムタウワ 51分 |

| タハヌーン・ビン・モハメド・スタジアム（アル・アイン） 観客数: 8,715人 主審: ムフセン・バスマ |

| 2011年9月6日 17:00 (UTC+3) |

| レバノン                                           | 3 - 1    | アラブ首長国連邦            |
| ガダル 37分 (pen.) · モグラビ 52分 · アンタル 83分 | レポート | M.アル＝ハンマーディー 15分 |

| カミール・シャムーン・スポーツ・シティ・スタジアム（ベイルート） 観客数: 4,000人 主審: アリレザ・ファガニ |

| 2011年9月6日 20:00 (UTC+3) |

| クウェート  | 1 - 1    | 韓国       |
| アリー 53分 | レポート | 朴主永 8分 |

| ピース・アンド・フレンドシップ・スタジアム（クウェートシティ） 観客数: 20,000人 主審: モフセン・トルキー |

| 2011年10月11日 20:00 (UTC+9) |

| 韓国                                       | 2 - 1    | アラブ首長国連邦 |
| 朴主永 50分 · アル・カマーリー 63分 (o.g.) | レポート | マタル 90+3分    |

| 水原ワールドカップ競技場（水原） 観客数: 28,689人 主審: 譚海 |

| 2011年10月11日 17:00 (UTC+3) |

| レバノン                       | 2 - 2    | クウェート                           |
| マアトゥーク 15分, 86分 (pen.) | レポート | エネジー 50分 · ユーヌス 88分 (o.g.) |

| カミール・シャムーン・スポーツ・シティ・スタジアム（ベイルート） 観客数: 32,000人 主審: 當麻政明 |

| 2011年11月11日 16:45 (UTC+4) |

| アラブ首長国連邦 | 0 - 2    | 韓国                        |
|                  | レポート | 李根鎬 88分 · 朴主永 90+3分 |

| アル・ラシード・スタジアム（ドバイ） 観客数: 8,272人 主審: ラフシャン・イルマトフ |

| 2011年11月11日 17:30 (UTC+3) |

| クウェート | 0 - 1    | レバノン          |
|            | レポート | エル・アリー 57分 |

| ピース・アンド・フレンドシップ・スタジアム（クウェートシティ） 観客数: 17,500人 主審: ヴァレンチン・コワレンコ |

| 2011年11月15日 14:30 (UTC+2) |

| レバノン                                    | 2 - 1    | 韓国               |
| アッ・サアディー 5分 · アトウィ 31分 (pen.) | レポート | 具滋哲 20分 (pen.) |

| カミール・シャムーン・スポーツ・シティ・スタジアム（ベイルート） 観客数: 35,000人 主審: ハリル・アル・ガムディ |

| 2011年11月15日 17:30 (UTC+3) |

| クウェート                             | 2 - 1    | アラブ首長国連邦 |
| ファハド 49分 · アッバース 88分 (o.g.) | レポート | マタル 18分      |

| ピース・アンド・フレンドシップ・スタジアム（クウェートシティ） 観客数: 10,000人 主審: アブドゥラ・アリ・ヒラリ |

| 2012年2月29日 21:00 (UTC+9) |

| 韓国                      | 2 - 0    | クウェート |
| 李東国 65分 · 李根鎬 71分 | レポート |            |

| ソウルワールドカップ競技場（ソウル） 観客数: 46,551人 主審: 西村雄一 |

| 2012年2月29日 16:00 (UTC+4) |

| アラブ首長国連邦                                            | 4 - 2    | レバノン                                |
| サイード 20分, 79分 · アル＝ウェハイビー 39分 · マタル 69分 | レポート | エル＝アリー 23分 · マアトゥーク 45+2分 |

| アール・ナヒヤーン・スタジアム（アブダビ） 観客数: 8,000人 主審: ピーター・グリーン |

### グループ C
| 順 | チーム                 | 試 | 勝 | 分 | 敗 | 得 | 失 | 差  | 点 | 出場権        |     |     |     |     |     |
| -- | ---------------------- | -- | -- | -- | -- | -- | -- | --- | -- | ------------- | --- | --- | --- | --- | --- |
| 1  | ウズベキスタン         | 6  | 5  | 1  | 0  | 8  | 1  | +7  | 16 | アジア4次予選 |     | —   | 1–1 | 1–0 | 3–0 |
| 2  | 日本                   | 6  | 3  | 1  | 2  | 14 | 3  | +11 | 10 | アジア4次予選 |     | 0–1 | —   | 1–0 | 8–0 |
| 3  | 朝鮮民主主義人民共和国 | 6  | 2  | 1  | 3  | 3  | 4  | −1  | 7  |               |     | 0–1 | 1–0 | —   | 1–0 |
| 4  | タジキスタン           | 6  | 0  | 1  | 5  | 1  | 18 | −17 | 1  |               | 0–1 | 0–4 | 1–1 | —   |     |

| 2011年9月2日 19:24 (UTC+9) |

| 日本            | 1 - 0    | 朝鮮民主主義人民共和国 |
| 吉田麻也 90+4分 | レポート |                        |

| 埼玉スタジアム2002（さいたま） 観客数: 54,624人 主審: アリ・アルバダウィ |

| 2011年9月2日 16:30 (UTC+5) |

| タジキスタン | 0 - 1    | ウズベキスタン  |
|              | レポート | シャツキフ 72分 |

| メタルルグ・スタジアム（トゥルスンゾダ） 観客数: 15,000人 主審: 譚海 |

| 2011年9月6日 16:30 (UTC+9) |

| 朝鮮民主主義人民共和国 | 1 - 0    | タジキスタン |
| 朴南哲 14分            | レポート |              |

| 羊角島競技場（平壌） 観客数: 28,000人 主審: ヴォ・ミン・トリ |

| 2011年9月6日 19:00 (UTC+5) |

| ウズベキスタン | 1 - 1    | 日本          |
| ジェパロフ 8分 | レポート | 岡崎慎司 65分 |

| パフタコール・スタジアム（タシュケント） 観客数: 32,000人 主審: ハリル・アル・ガムディ |

| 2011年10月11日 16:00 (UTC+9) |

| 朝鮮民主主義人民共和国 | 0 - 1    | ウズベキスタン  |
|                        | レポート | ゲインリフ 25分 |

| 羊角島競技場（平壌） 観客数: 29,000人 主審: アリレザ・ファガーニ |

| 2011年10月11日 19:45 (UTC+9) |

| 日本 | 8 - 0    | タジキスタン |
| ハーフナー・マイク 11分, 47分 · 岡崎慎司 19分, 74分 · 駒野友一 35分 · 香川真司 41分, 68分 · 中村憲剛 56分 | レポート |              |

| 長居陸上競技場（大阪） 観客数: 44,688人 主審: ベンジャミン・ウィリアムス |

| 2011年11月11日 14:00 (UTC+5) |

| タジキスタン | 0 - 4    | 日本                                                  |
|              | レポート | 今野泰幸 36分 · 岡崎慎司 61分, 90+2分 · 前田遼一 82分 |

| パミール・スタジアム（ドゥシャンベ） 観客数: 18,000人 主審: 金東進 |

| 2011年11月11日 18:00 (UTC+5) |

| ウズベキスタン | 1 - 0    | 朝鮮民主主義人民共和国 |
| カパーゼ 49分  | レポート |                        |

| パフタコール・スタジアム（タシュケント） 観客数: 27,525人 主審: アンドレ・エル・ハダディ |

| 2011年11月15日 16:00 (UTC+9) |

| 朝鮮民主主義人民共和国 | 1 - 0    | 日本 |
| 朴南哲 50分            | レポート |      |

| 金日成競技場（平壌） 観客数: 50,000人 主審: ナワフ・シュクララ |

| 2011年11月15日 18:00 (UTC+5) |

| ウズベキスタン                                        | 3 - 0    | タジキスタン |
| トゥルスノフ 34分 · アフメドフ 60分 · ゲインリフ 72分 | レポート |              |

| パフタコール・スタジアム（タシュケント） 観客数: 5,325人 主審: モハメド・ザロウニ |

| 2012年2月29日 19:30 (UTC+9) |

| 日本 | 0 - 1    | ウズベキスタン  |
|      | レポート | シャドリン 54分 |

| 豊田スタジアム（豊田） 観客数: 42,720人 主審: アブドゥラ・バリデー |

| 2012年2月29日 13:00 (UTC+5) |

| タジキスタン      | 1 - 1    | 朝鮮民主主義人民共和国 |
| ハムラクロフ 61分 | レポート | 張成赫 53分 (pen.)     |

| 独立20周年スタジアム（ホジェンド） 観客数: 35,000人 主審: バンジャル・アッ＝ドーサリー |

### グループ D
| 順 | チーム         | 試 | 勝 | 分 | 敗 | 得 | 失 | 差 | 点 | 出場権        |     |     |     |     |     |
| -- | -------------- | -- | -- | -- | -- | -- | -- | -- | -- | ------------- | --- | --- | --- | --- | --- |
| 1  | オーストラリア | 6  | 5  | 0  | 1  | 13 | 5  | +8 | 15 | アジア4次予選 |     | —   | 3–0 | 4–2 | 2–1 |
| 2  | オマーン       | 6  | 2  | 2  | 2  | 3  | 6  | −3 | 8  | アジア4次予選 |     | 1–0 | —   | 0–0 | 2–0 |
| 3  | サウジアラビア | 6  | 1  | 3  | 2  | 6  | 7  | −1 | 6  |               |     | 1–3 | 0–0 | —   | 3–0 |
| 4  | タイ           | 6  | 1  | 1  | 4  | 4  | 8  | −4 | 4  |               | 0–1 | 3–0 | 0–0 | —   |     |

| 2011年9月2日 20:06 (UTC+10) |

| オーストラリア                | 2 - 1    | タイ              |
| ケネディ 58分 · ブロスケ 86分 | レポート | ティーラシン 14分 |

| ブリスベン・スタジアム（ブリスベン） 観客数: 24,540人 主審: アブドゥラ・バリデー |

| 2011年9月2日 19:00 (UTC+4) |

| オマーン | 0 - 0    | サウジアラビア |
|          | レポート |                |

| シーブ・スタジアム（シーブ） 観客数: 14,000人 主審: アブドゥルラフマン・アブドゥ |

| 2011年9月6日 18:00 (UTC+7) |

| タイ                                                          | 3 - 0    | オマーン |
| ソレブ 35分 · ティーラシン 41分 · アル=ファルシ 90+1分 (o.g.) | レポート |          |

| ラジャマンガラ・スタジアム（バンコク） 観客数: 19,000人 主審: 金東進 |

| 2011年9月6日 20:30 (UTC+3) |

| サウジアラビア       | 1 - 3    | オーストラリア                                   |
| アル=シャムラニ 65分 | レポート | ケネディ 40分, 56分 · ウィルクシャー 77分 (pen.) |

| プリンス・モハメド・ビン・ファハド・スタジアム（ダンマーム） 観客数: 15,000人 主審: 西村雄一 |

| 2011年10月11日 19:30 (UTC+11) |

| オーストラリア                                   | 3 - 0    | オマーン |
| ホルマン 7分 · ケネディ 65分 · ジェディナク 85分 | レポート |          |

| スタジアム・オーストラリア（シドニー） 観客数: 24,732人 主審: ヴァレンチン・コワレンコ |

| 2011年10月11日 18:00 (UTC+7) |

| タイ | 0 - 0    | サウジアラビア |
|      | レポート |                |

| ラジャマンガラ・スタジアム（バンコク） 観客数: 42,000人 主審: ラフシャン・イルマトフ |

| 2011年11月11日 19:30 (UTC+4) |

| オマーン          | 1 - 0    | オーストラリア |
| イマド・アリ 18分 | レポート |                |

| スルタン・カーブース・スポーツコンプレックス（マスカット） 観客数: 4,500人 主審: アリ・アブドゥルナビ |

| 2011年11月11日 19:30 (UTC+3) |

| サウジアラビア                                           | 3 - 0    | タイ |
| ハザジ 59分 · アル＝フレイディ 80分 · ヌール 89分 (pen.) | レポート |      |

| キング・ファハド国際スタジアム（リヤド） 観客数: 32,500人 主審: 廖國文 |

| 2011年11月15日 18:00 (UTC+7) |

| タイ | 0 - 1    | オーストラリア |
|      | レポート | ホルマン 76分  |

| スパチャラサイ国立競技場（バンコク） 観客数: 19,400人 主審: サエイド・モザファリ |

| 2011年11月15日 19:30 (UTC+3) |

| サウジアラビア | 0 - 0    | オマーン |
|                | レポート |          |

| キング・ファハド国際スタジアム（リヤド） 観客数: 62,740人 主審: トーキー・モーセン |

| 2012年2月29日 21:30 (UTC+11) |

| オーストラリア                                            | 4 - 2    | サウジアラビア                                |
| ブロスケ 43分, 75分 · キューウェル 73分 · エマートン 76分 | レポート | アル＝ドーサリ 19分 · アル＝シャムラニ 45+2分 |

| AAMIパーク（メルボルン） 観客数: 24,240人 主審: 金東進 |

| 2012年2月29日 14:30 (UTC+4) |

| オマーン                               | 2 - 0    | タイ |
| アル＝ハドリー 9分 · ムバーラク 90+1分 | レポート |      |

| スルタン・カーブース・スポーツコンプレックス（マスカット） 観客数: 22,000人 主審: 當麻政明 |

### グループ E
| 順 | チーム       | 試 | 勝 | 分 | 敗 | 得 | 失 | 差  | 点 | 出場権        |     |     |     |     |      |
| -- | ------------ | -- | -- | -- | -- | -- | -- | --- | -- | ------------- | --- | --- | --- | --- | ---- |
| 1  | イラン       | 6  | 3  | 3  | 0  | 17 | 5  | +12 | 12 | アジア4次予選 |     | —   | 2–2 | 6–0 | 3–0  |
| 2  | カタール     | 6  | 2  | 4  | 0  | 10 | 5  | +5  | 10 | アジア4次予選 |     | 1–1 | —   | 0–0 | 4–0  |
| 3  | バーレーン   | 6  | 2  | 3  | 1  | 13 | 7  | +6  | 9  |               |     | 1–1 | 0–0 | —   | 10–0 |
| 4  | インドネシア | 6  | 0  | 0  | 6  | 3  | 26 | −23 | 0  |               | 0–4 | 2–3 | 0–2 | —   |      |

| 2011年9月2日 20:00 (UTC+4:30) |

| イラン                                  | 3 - 0    | インドネシア |
| ネクナム 53分, 74分 · テイムリアン 87分 | レポート |              |

| アザディ・スタジアム（テヘラン） 観客数: 75,800人 主審: 當麻政明 |

| 2011年9月2日 20:00 (UTC+3) |

| バーレーン | 0 - 0    | カタール |
|            | レポート |          |

| バーレーン・ナショナル・スタジアム（リファー） 観客数: 6,000人 主審: モハメド・ザルーニ |

| 2011年9月6日 19:00 (UTC+7) |

| インドネシア | 0 - 2    | バーレーン                              |
|              | レポート | サイード 45+1分 · アブドゥラティフ 71分 |

| ゲロラ・ブン・カルノ・スタジアム（ジャカルタ） 観客数: 85,000人 主審: 李泯厚 |

| 2011年9月6日 19:30 (UTC+3) |

| カタール          | 1 - 1    | イラン          |
| エッ＝サイド 55分 | レポート | アギーリー 46分 |

| ジャシム・ビン・ハマド・スタジアム（ドーハ） 観客数: 8,125人 主審: 崔明龍 |

| 2011年10月11日 19:00 (UTC+7) |

| インドネシア          | 2 - 3    | カタール                                                |
| ゴンサレス 26分, 35分 | レポート | アル・スライティー 14分 · イブラヒム 32分 · ラザク 59分 |

| ゲロラ・ブン・カルノ・スタジアム（ジャカルタ） 観客数: 28,000人 主審: アブドゥル・マリク・バシール |

| 2011年10月11日 18:30 (UTC+3:30) |

| イラン | 6 - 0    | バーレーン |
| ホセイニー 22分 · ジャッバーリー 34分 · アギーリー 42分 · テイムリアン 62分 · アンサリファルド 75分 · レザーイー 83分 | レポート |            |

| アザディ・スタジアム（テヘラン） 観客数: 82,000人 主審: ピーター・グリーン |

| 2011年11月11日 18:30 (UTC+3) |

| バーレーン          | 1 - 1    | イラン                |
| アル・アジミ 45+1分 | レポート | ジャッバーリー 90+3分 |

| バーレーン・ナショナル・スタジアム（リファー） 観客数: 18,000人 主審: アブドゥル・マリク・バシール |

| 2011年11月11日 19:00 (UTC+3) |

| カタール                                                     | 4 - 0    | インドネシア |
| ラザク 30分 · イブラヒム 33分 (pen.), 64分 · キンタナ 90+2分 | レポート |              |

| ジャシム・ビン・ハマド・スタジアム（ドーハ） 観客数: 6,500人 主審: ムフセン・バスマ |

| 2011年11月15日 19:00 (UTC+7) |

| インドネシア    | 1 - 4    | イラン                                                                                |
| パムンカス 43分 | レポート | ミーダーヴーディー 7分 · ジャッバーリー 19分 · レザーイー 24分 · ネクナム 72分 (pen.) |

| ゲロラ・ブン・カルノ・スタジアム（ジャカルタ） 観客数: 6,000人 主審: 譚海 |

| 2011年11月15日 19:00 (UTC+3) |

| カタール | 0 - 0    | バーレーン |
|          | レポート |            |

| ジャシム・ビン・ハマド・スタジアム（ドーハ） 観客数: 10,509人 主審: 西村雄一 |

| 2012年2月29日 17:00 (UTC+3:30) |

| イラン             | 2 - 2    | カタール                                                        |
| デヤガー 4分, 50分 | レポート | ハルファン・イブラヒム 9分 (pen.) · ムハンマド・カソーラー 86分 |

| アザディ・スタジアム（テヘラン） 観客数: 51,300人 主審: ラフシャン・イルマトフ |

| 2012年2月29日 16:30 (UTC+3) |

| バーレーン | 10 - 0   | インドネシア |
| アブドゥラティフ 5分 (pen.), 71分 · タイイブ 15分, 60分, 65分 · アブドゥッラフマーン 34分 (pen.), 41分 · サイード 62分, 82分, 90+4分 | レポート |              |

| バーレーン・ナショナル・スタジアム（リファー） 観客数: 3,000人 主審: アンドレ・エル・ハダディ |

## 3次予選の結果
1・2次予選を免除された5チーム中、2チーム（北朝鮮、バーレーン）が最終予選進出を逃す結果となった。
グループAでは、元日本代表監督のジーコ率いるイラクが5勝1敗の好成績で首位通過、次いでヨルダンが初めて最終予選に進出した。
グループBでは、FIFAランキングにおいて大きく上回る韓国がアウェイでレバノンに敗れる波乱があった。格下に敗れたことで韓国の最終予選進出が一時危ぶまれたが、最終的に韓国とレバノンが中東2カ国を押しのけて3次予選突破を決めた。
グループCでは、シリアが失格となりタジキスタンが代替で入ったものの、AFCアジアカップ2011で4位入賞を果たしたウズベキスタン、前年の南アフリカW杯に出場し、3次予選から参加する北朝鮮が入った厳しい組み合わせであった。ウズベキスタンと日本が2試合を残して最終予選進出を確定させたが、日本はその2試合で2敗を喫し、3次予選2連敗で最終予選に進むこととなった。
グループDでは、前回大会予選6位のサウジアラビアが2011年のアジアカップでの不調から抜け出せず、3位で敗退した。オーストラリアが順当に首位通過、ホームで強さを見せたオマーンが2位勝ち抜けという結果であった。
グループEでは、2大会連続で大陸間プレーオフに進出していたバーレーンが、今大会は最終予選を待たずにW杯初出場を逃すことになった。

## トピックス

### 平壌での日朝戦
2011年（平成23年）11月15日に北朝鮮の首都平壌の金日成競技場で北朝鮮対日本戦が行われ、北朝鮮国内で行われる日本戦としては、1989年（平成元年）6月25日に同競技場で行われたワールドカップイタリア大会のアジア1次予選以来 22年ぶりの開催となった。この試合にあたって北朝鮮当局は、入国する日本人に対して様々な規制を実施した。
- 日本の国旗である日の丸を初め、応援旗の持ち込み禁止（ユニフォームに付いている日の丸は例外。ただし一部は一時預かりとなった）[32][33][34]
- 横断幕の持ち込み禁止[32]
- 鳴り物応援に使う太鼓やブブゼラの持ち込み禁止[32]
- 日本の報道関係者は取材申請した51人中10人まで（通信社3人、専門誌2人、カメラマン4人、1人は不明）[35][36]
- 携帯電話やパソコンの持ち込み禁止[37]
- 日本人サポーターは150人まで[32]。ちなみに会場の金日成競技場は5万人収容である。これは、日本国内においてホームサポーターとアウェーサポーターの比率が特に大きくなるとされる、浦和レッズ主催の駒場スタジアムでの試合（収容人数21500人、アウェイサポーター400人）[38] 以上にアウェーサポーターの割合の少ない試合となる。
- 日本代表選手の入国許可に4時間もの時間を要した。また、米などの食品を持ち込めなかった[39]。

他にも日本の国旗掲揚や国歌（君が代）斉唱が行われない可能性があったが、実際にはどちらも規定通り実施されることとなった。しかし、「君が代」が演奏されると、音楽をかき消すほどの大きなブーイングが起きた。
また、日本サポーターのバスに石のようなものが投げつけられる被害があった他、サポーターが持参した日の丸や応援グッズを没収された。
日本のメディアには一部しか取材許可が降りなかったことに関連して、新聞協会は北朝鮮サッカー協会に改善を求める文書を送った。
上記のような不備や悪待遇について、日本サッカー協会は、北朝鮮サッカー協会、および国際サッカー連盟（FIFA）やアジア連盟に対し、意見書を送付した。

### バーレーン対インドネシア戦の大差での決着について
グループEの最終節（2012年2月29日）において、バーレーンが4次予選（最終予選）に進出するには、自らが勝利するとともに、カタールが敗れ、かつそれら2試合の点差の合計が少なくとも9点生じる必要があった。この試合でバーレーンはインドネシアに10点差をつけ、一時最終予選進出の可能性が生まれていた（最終的にカタールがイランと引き分けたため、バーレーンは敗退となった）。このことについて、国際サッカー連盟（FIFA）は異常な大差がついたとして、この試合に対して調査を行うことを表明している。
なお、最終節開始直前の順位は以下の通り。（この時点で、イランは4次予選進出決定、インドネシアは3次予選での敗退決定）
| チーム       | 勝点 | 試合 | 勝利 | 引分 | 敗戦 | 得点 | 失点 | 点差 |
| ------------ | ---- | ---- | ---- | ---- | ---- | ---- | ---- | ---- |
| イラン       | 11   | 5    | 3    | 2    | 0    | 15   | 3    | +12  |
| カタール     | 9    | 5    | 2    | 3    | 0    | 8    | 3    | +5   |
| バーレーン   | 6    | 5    | 1    | 3    | 1    | 3    | 7    | -4   |
| インドネシア | 0    | 5    | 0    | 0    | 5    | 3    | 16   | -13  |

### ウズベキスタンの故意による累積警告消化問題
2011年11月15日に行われたウズベキスタン対タジキスタンにおいて、既に前節で3次予選突破を決めていたウズベキスタンの5選手が、消化試合と化したこの試合で最終予選を睨み意図的に警告を受け累積警告を消化したとして国際サッカー連盟から処分を受けた。処分内容は5選手の最終予選初戦の出場停止及びウズベキスタンサッカー連盟に対しての罰金1万8000スイスフランである。